# Европейска кула
Европейската кула (на литовски: Europos bokštas), наричана също Европа Тауър, във Вилнюс е най-високата (обитаема) сграда в Литва, както и най-високият небостъргач в балтийските страни.
Намира се в зона, оформяща се като делова част на града. Издига се на височина от 148 метра над земята, има 33 етажа. Видът на сградата предизвиква спор в обществото относно нейната несъвместимост с облика на стария град. След нейното завършване се възприема като символ на съвременния Вилнюс.
Строежът на кулата започва в края на 2002 година. Сградата е завършена и открита на 1 май 2004 година като част от празненствата по влизането на Литва в Европейския съюз.